# Samuel Bischoff
Samuel Bischoff (* 11. August 1890 in Hartford, Connecticut; † 21. Mai 1975 in Hollywood, Kalifornien) war ein US-amerikanischer Filmproduzent.

## Leben und Wirken
Bischoff hatte an der Universität von Boston studiert und stieß 1922 zum Filmgeschäft, als er seine eigene kleine Produktionsfirma (Samuel Bischoff Productions) gründete. Bischoff stellte die kommenden sechs Jahre rund 30 kurze Filme her, deren Erfolg jedoch überschaubar blieben. Dennoch wurde Harry Cohn auf ihn aufmerksam, und der Chef von Columbia Pictures betraute Bischoff 1928 mit der Oberaufsicht der Filmproduktion, ehe Bischoff 1931 zur kleinen Gesellschaft Tiffany Productions wechselte und dort nunmehr auch Langfilme produzieren durfte. Hier blieb Bischoff nur kurz, da er bereits im darauf folgenden Jahr mit den Kollegen Burt Kelly und William Saal eine eigene Produktionsfirma, die K.B.S. Pictures, gründete. Die Firmeninitialen weisen auf die drei Anfangsbuchstaben der Nachnamen der drei Firmengründer hin. Unter dem eigenen Firmendach inszenierte Bischoff noch im selben Jahr 1932 seinen einzigen Film, das Kriminaldrama The Last Mile. 
Bereits 1933 stellte die Produktionsfirma ihren Betrieb wieder ein. Bischoff wechselte noch im selben Jahr zu First National Pictures und 1934 schließlich zu Warner Bros. Hier blieb er bis zum Jahresende 1939 und stellte, oftmals namentlich ungenannt, eine Fülle von Western und Gangsterfilmklassiker wie Kid Galahad – Mit harten Fäusten, Chicago – Engel mit schmutzigen Gesichtern, Der kleine Star und Die wilden Zwanziger mit den Genregrößen Edward G. Robinson, James Cagney und Humphrey Bogart her. Mit seinem Wechsel zu Columbia Pictures begann Bischoffs allmählicher Niedergang. Zwar gelang ihm dort zu Beginn seiner Zeit mit dem Filmmusical Reich wirst du nie mit Fred Astaire und Rita Hayworth 1941 noch einmal ein größerer Erfolg, doch erwiesen sich Bischoffs Folgefilme kaum mehr als lediglich durchschnittlicher Produktionsstandard. 
Kurzfristige Wechsel zu RKO und erneut Warner Bros. brachten zu Beginn der 1950er Jahre keinen Karriereschub mehr. Mit einem belanglosen Kriegsfilm beendete Samuel Bischoff 1956 weitgehend seine Karriere als Kinofilmproduzent und wandte sich nunmehr auch sporadisch dem Fernsehen zu. Mit dem cineastischen Schnellschuss Jagd auf Eichmann, der filmischen Reaktion auf die Entführung des Nazi-Kriegsverbrechers Adolf Eichmann durch ein israelisches Spezialkommando 1960 in Südamerika, kehrte Samuel Bischoff zu Beginn der 1960er Jahre kurzzeitig zum Kino zurück. 1963 beendete er endgültig seine Tätigkeit als Filmproduzent mit dem Gruselthriller Der Würger von Boston.

## Filmografie
Als Filmproduzent, bis 1928 überwiegend Kurzfilme:
- 1922: Mixed Nuts
- 1924: Racing Luck
- 1924: Try and Get it
- 1925: Assorted Nuts
- 1925: Play Ball
- 1925: Spooky Spooks
- 1925: Roomers Afloat
- 1925: Starvation Hunters
- 1925: Service
- 1926: Rain and Shine
- 1926: Defective Detectives
- 1926: The Silent Flyers
- 1926: The Gypsy Romance
- 1926: Fangs of Justice
- 1927: The Snarl of Hate
- 1927: Sumuru
- 1928: Code of the Air
- 1931: Graft
- 1931: Homicide Squad
- 1931: X Marks the Spot
- 1932: Lena Rivers
- 1932: The Last Mile (auch Regie)
- 1932: Come On, Tarzan
- 1932: Tombstone Canyon
- 1933: Drum Taps
- 1933: Deluge
- 1932: Three on a Match
- 1933: Fargo Express
- 1934: Babbitt
- 1934: Bedside
- 1934: Ein schwerer Junge (The St. Louis Kid)
- 1934: The Case of the Howling Dog
- 1935: Sweet Music
- 1935: Frisco Kid
- 1935: Broadway Gondolier
- 1936: Der Verrat des Surat Khan (The Charge of the Light Brigade)
- 1936: China Clipper
- 1937: Flucht aus San Quentin (San Quentin)
- 1937: Kid Galahad – Mit harten Fäusten (Kid Galahad)
- 1937: Ready, Willing and Able
- 1937: Hollywood Hotel
- 1937: Goldene Erde Kalifornien (Gold is Where you Find It)
- 1938: Swing Your Lady
- 1938: Der kleine Star (Boy Meets Girl)
- 1938: Vier Leichen auf Abwegen (A Slight Case of Murder)
- 1938: Chicago – Engel mit schmutzigen Gesichtern (Angels with Dirty Faces)
- 1938: Der kleine Star (Boy Meets Girl)
- 1939: Oklahoma Kid (The Oklahoma Kid)
- 1939: Die wilden Zwanziger (The Roaring Twenties)
- 1939: A Child is Born
- 1939: Castle on the Hudson
- 1940: Escape to Glory
- 1941: Reich wirst du nie (You’ll Never Get Rich)
- 1941: Flucht nach Texas (Texas)
- 1942: Two Yanks in Trinidad
- 1942: A Night to Remember
- 1943: Appointment in Berlin
- 1943: Dangerous Blondes
- 1944: None Shall Escape
- 1944: Carolina Blues
- 1945: 1001 Nacht (1001 Nights)
- 1946: Mr. District Attorney
- 1947: Die Bestie von Shanghai (Intrigue)
- 1948: Pitfall
- 1949: Aufruhr in Marokko (Outpost in Morocco)
- 1949: Mrs. Mike
- 1950: Macao
- 1951: Sealed Cargo
- 1951: Der Rächer (Best of the Badmen)
- 1952: Die Spielhölle von Las Vegas (The Las Vegas Story)
- 1952: An der Spitze der Apachen (The Half-Breed)
- 1953: The System
- 1953: Flucht aus Schanghai (South Sea Woman)
- 1954: Ritter der Prärie (The Bounty Hunter)
- 1955: Akte XP 15 (A Bullet for Joey)
- 1955: Eine Stadt geht durch die Hölle (The Phenix City Story)
- 1956: Screaming Eagles
- 1961: Jagd auf Eichmann (Operation Eichmann)
- 1963: Der Würger von Boston (The Strangler)